# Primera A 2016 (Liga Catamarqueña de Fútbol)
La temporada 2016 de la Primera A de la Liga Catamarqueña de Fútbol fue la número 100 desde su creación en 1917, aunque en la práctica esta fue la 99.° ocasión que se concreta, ya que en 1945 no llegó a disputarse.
Esta edición tuvo la participación de 15 equipos y estuvo integrada por cuatro torneos con sus respectivos 4 campeones, otorgando sendas plazas al Torneo Federal C de 2017.
Uno de los campeonatos, el Torneo Integración, contó con la participación de los equipos de la Liga Catamarqueña y también de la Liga Chacarera.

## Formato
La temporada 2016 está conformada por 4 campeonatos en los que participarán los 15 equipos pertenecientes a la Primera A de la Liga Catamarqueña de Fútbol:
Torneo Apertura:
- El torneo se dividirá en 2 zonas, 1 de 8 equipos y la otra de 7 equipos.
- Los equipos que resulten 1° y 2° en la Tabla de Posiciones de sus respectivas zonas, clasificarán a semifinales.
- La final se disputará en un solo partido, si no hay un equipo ganador en los 90' el partido se definirá mediante penales.
- El equipo que se consagrare campeón del Torneo Apertura 2016 y se clasificará directamente a la Final contra el ganador del Petit Torneo 2016, por un lugar en el Federal C 2017.

Torneo Integración:
- El torneo se desarrollará dividido en cinco etapas: Fase de grupos, 16°avos de final, octavos de final, cuartos de final, semifinales y final.
- En la fase de grupos, los 32 equipos participantes (15 de la Liga Catamarqueña y 17 de la Liga Chacarera) se dividen en ocho grupos de cuatro equipos cada uno. Se juega un solo partido, donde el equipo que resulte ganador avanzará directamente a los octavos de final. En caso de igualdad en los 90' se definirá desde los penales
- Los octavos de final, cuartos de final, semifinales, partido por el tercer lugar y final se juegan con un sistema de eliminación directa. Si algún partido de estas fases termina empatado luego de los noventa minutos de tiempo de juego reglamentario, se define al ganador mediante tiros desde el punto penal con excepción del partido de la final, en el que se juega un tiempo extra consistente en dos periodos de 15 minutos, luego del cual y si el empate continúa, se procede con los tiros desde el punto penal para determinar al campeón.

Torneo Anual:
- El torneo se jugará con el sistema de Todos Contra Todos.
- El equipo que se consagre campeón, clasificará directamente al Federal C.

Petit Torneo:
- Los equipos que se ubiquen desde el 2° al 5° puesto en la Tabla de Posiciones del Torneo Anual jugarán un cuadrangular, llamado Petit Torneo.

Respecto a la clasificación al Federal C 2017, la Liga Catamarqueña otorgó 2 plazas: la primera al ganador del Torneo Anual, y la segunda al vencedor de una final entre el vencedor del Apertura y el vencedor del Petit Torneo.

## Equipos participantes
| Equipo                                  | Ciudad     | Departamento | Fundación                |
| --------------------------------------- | ---------- | ------------ | ------------------------ |
| Club Deportivo Américo Tesorieri        | Catamarca  | Capital      | 13 de octubre de 1933    |
| Club Atlético Policial                  | Catamarca  | Capital      | 31 de marzo de 1945      |
| Club Deportivo Chacarita                | Catamarca  | Capital      | 19 de marzo de 1934      |
| Club Atlético Defensores del Norte      | Catamarca  | Capital      | 25 de junio de 1937      |
| Club Atlético Estudiantes de La Tablada | Catamarca  | Capital      | 1 de agosto de 1951      |
| Club Sportivo Ferrocarriles del Estado  | Chumbicha  | Capayán      | 15 de septiembre de 1946 |
| Club Atlético Independiente             | Catamarca  | Capital      | 28 de febrero de 1920    |
| Asociación Juventud Unida de Santa Rosa | Catamarca  | Capital      | 23 de mayo de 1963       |
| Club Deportivo Salta Central            | Catamarca  | Capital      | 12 de abril de 1984      |
| Club Atlético San Lorenzo de Alem       | Catamarca  | Capital      | 20 de mayo de 1936       |
| Club Atlético Vélez Sarsfield           | Catamarca  | Capital      | 12 de septiembre de 1928 |
| Club Sportivo Villa Cubas               | Catamarca  | Capital      | 25 de agosto de 1932     |
| Club Social y Deportivo Parque Daza     | Catamarca  | Capital      | 10 de diciembre de 1961  |
| Club Atlético Rivadavia                 | Huillapima | Capayán      | 9 de julio de 1923       |
| Club Atlético Sarmiento                 | Catamarca  | Capital      | 12 de junio de 1912      |

Equipos de la Liga Chacarera participantes del Torneo Integración:
| Equipo                                | Ciudad          | Departamento        |
| ------------------------------------- | --------------- | ------------------- |
| Ateneo Mariano Moreno                 | San Isidro      | Valle Viejo         |
| Club Deportivo Coronel Daza           | Banda de Varela | Capital             |
| Club Defensores de Esquiú             | San José        | Fray Mamerto Esquiú |
| Club Deportivo Sumalao                | Sumalao         | Valle Viejo         |
| Club Atlético Independiente           | San Antonio     | Fray Mamerto Esquiú |
| Club Juventud Unida de La Falda       | La Falda        | Fray Mamerto Esquiú |
| Club Cultural y Deportivo La Carrera  | La Carrera      | Fray Mamerto Esquiú |
| Club Deportivo La Estación            | Miraflores      | Capayán             |
| Club Social y Deportivo La Merced     | La Merced       | Paclín              |
| Club Atlético La Tercena              | La Tercena      | Fray Mamerto Esquiú |
| Club Social y Deportivo Las Pirquitas | Las Pirquitas   | Fray Mamerto Esquiú |
| Club Social y Deportivo Los Altos     | Los Altos       | Santa Rosa          |
| Club Deportivo Los Sureños            | Pozo El Mistol  | Valle Viejo         |
| Club Obreros de San Isidro            | San Isidro      | Valle Viejo         |
| Club Atlético San Martín              | El Bañado       | Valle Viejo         |
| Club Deportivo Social Rojas           | Santa Rosa      | Valle Viejo         |
| Club Social San Antonio               | San Antonio     | Fray Mamerto Esquiú |
| Club Sportivo Villa Dolores           | Villa Dolores   | Valle Viejo         |

## Torneo Apertura

### Primera fase

#### Zona A
| Pos. | Equipo                 | Pts. | PJ | PG | PE | PP | GF | GC | Dif. |
| ---- | ---------------------- | ---- | -- | -- | -- | -- | -- | -- | ---- |
| 01.º | Defensores del Norte   | 16   | 7  | 5  | 1  | 1  | 20 | 9  | 11   |
| 02.º | Independiente          | 16   | 7  | 5  | 1  | 1  | 19 | 6  | 13   |
| 03.º | Américo Tesorieri      | 13   | 7  | 4  | 1  | 2  | 17 | 13 | 4    |
| 04.º | Villa Cubas            | 10   | 7  | 3  | 1  | 3  | 11 | 11 | 0    |
| 05.º | Vélez Sarsfield        | 9    | 7  | 3  | 0  | 4  | 11 | 14 | −3   |
| 06.º | Parque Daza            | 7    | 7  | 1  | 4  | 2  | 9  | 10 | −1   |
| 07.º | Rivadavia (Huillapima) | 4    | 7  | 1  | 1  | 5  | 6  | 17 | −11  |
| 08.º | Policial               | 4    | 7  | 1  | 1  | 5  | 11 | 24 | −13  |

|  | El equipo que ocupe esta posición clasificará a Semifinales, y jugará contra el 2° de la Zona B |
|  | El equipo que ocupe esta posición clasificará a semifinales, y jugará contra el 1° de la Zona B |

#### Zona B
| Pos. | Equipo                       | Pts. | PJ | PG | PE | PP | GF | GC | Dif. |
| ---- | ---------------------------- | ---- | -- | -- | -- | -- | -- | -- | ---- |
| 01.º | Sarmiento                    | 18   | 6  | 6  | 0  | 0  | 15 | 3  | 12   |
| 02.º | Estudiantes de La Tablada    | 13   | 6  | 4  | 1  | 1  | 12 | 7  | 5    |
| 03.º | Ferrocarriles (Chumbicha)    | 11   | 6  | 3  | 2  | 1  | 14 | 7  | 7    |
| 04.º | San Lorenzo de Alem          | 8    | 6  | 2  | 2  | 2  | 8  | 8  | 0    |
| 05.º | Salta Central                | 7    | 6  | 2  | 1  | 3  | 9  | 13 | −4   |
| 06.º | Chacarita                    | 3    | 6  | 1  | 0  | 5  | 5  | 16 | −11  |
| 07.º | Juventud Unida de Santa Rosa | 0    | 6  | 0  | 0  | 6  | 3  | 12 | −9   |

|  | El equipo que ocupe esta posición clasificará a Semifinales, y jugará contra el 2° de la Zona A |
|  | El equipo que ocupe esta posición clasificará a semifinales, y jugará contra el 1° de la Zona A |

### Segunda fase
|  | Semifinales               | Semifinales               | Semifinales   |               |                           | Final                     | Final | Final |  |
|  |                           |                           |               |               |                           |                           |       |       |  |
|  |                           |                           |               |               |                           |                           |       |       |  |
|  | Defensores del Norte      | Defensores del Norte      | 2             |               |                           |                           |       |       |  |
|  | Defensores del Norte      | Defensores del Norte      | 2             |               |                           |                           |       |       |  |
|  | Estudiantes de La Tablada | Estudiantes de La Tablada | 3             |               |                           |                           |       |       |  |
|  | Estudiantes de La Tablada | Estudiantes de La Tablada | 3             |               | Estudiantes de La Tablada | Estudiantes de La Tablada | 0 (4) |       |  |
|  |                           |                           |               |               | Estudiantes de La Tablada | Estudiantes de La Tablada | 0 (4) |       |  |
|  |                           |                           | Independiente | Independiente | 0 (5)                     |                           |       |       |  |
|  | Sarmiento                 | Sarmiento                 | Independiente | Independiente | 0 (5)                     | 0                         |       |       |  |
|  | Sarmiento                 | Sarmiento                 |               |               |                           | 0                         |       |       |  |
|  | Independiente             | Independiente             | 3             |               |                           |                           |       |       |  |
|  | Independiente             | Independiente             | 3             |               |                           |                           |       |       |  |
|  |                           |                           |               |               |                           |                           |       |       |  |

|                                        |
| Club Atlético Independiente 10° título |
| Campeón Torneo Apertura 2016           |

## Torneo Integración

### Primera fase

#### Grupo A
| Pos. | Equipo                    | Pts. | PJ | PG | PE | PP | GF | GC | Dif. |
| ---- | ------------------------- | ---- | -- | -- | -- | -- | -- | -- | ---- |
| 01.º | Juventud Unida (La Falda) | 3    | 1  | 1  | 0  | 0  | 2  | 0  | 2    |
| 02.º | San Lorenzo de Alem       | 3    | 1  | 1  | 0  | 0  | 2  | 0  | 2    |
| 03.º | Estudiantes de La Tablada | 0    | 1  | 0  | 0  | 1  | 0  | 2  | −2   |
| 04.º | La Carrera                | 0    | 1  | 0  | 0  | 1  | 0  | 2  | −2   |

|  | Clasificaron a los octavos de final |

#### Grupo B
| Pos. | Equipo                      | Pts. | PJ | PG | PE | PP | GF | GC | Dif. |
| ---- | --------------------------- | ---- | -- | -- | -- | -- | -- | -- | ---- |
| 01.º | Independiente (Capital)     | 3    | 1  | 1  | 0  | 0  | 3  | 1  | 2    |
| 02.º | Independiente (San Antonio) | 3    | 1  | 1  | 0  | 0  | 1  | 0  | 1    |
| 03.º | Defensores del Norte        | 0    | 1  | 0  | 0  | 1  | 0  | 1  | −1   |
| 04.º | Coronel Daza                | 0    | 1  | 0  | 0  | 1  | 1  | 3  | −2   |

|  | Clasificaron a los octavos de final |

#### Grupo C
| Pos. | Equipo                 | Pts. | PJ | PG | PE | PP | GF | GC | Dif. |
| ---- | ---------------------- | ---- | -- | -- | -- | -- | -- | -- | ---- |
| 01.º | Rivadavia (Huillapima) | 3    | 1  | 1  | 0  | 0  | 9  | 0  | 9    |
| 02.º | Policial               | 3    | 1  | 1  | 0  | 0  | 1  | 0  | 1    |
| 03.º | La Tercena             | 0    | 1  | 0  | 0  | 1  | 0  | 1  | −1   |
| 04.º | Social Los Altos       | 0    | 1  | 0  | 0  | 1  | 0  | 9  | −9   |

|  | Clasificaron a los octavos de final |

#### Grupo D
| Pos. | Equipo                    | Pts. | PJ | PG | PE | PP | GF | GC | Dif. |
| ---- | ------------------------- | ---- | -- | -- | -- | -- | -- | -- | ---- |
| 01.º | Ferrocarriles (Chumbicha) | 3    | 1  | 1  | 0  | 0  | 4  | 3  | 1    |
| 02.º | Defensores de Esquiú      | 1    | 1  | 0  | 1  | 0  | 1  | 1  | 0    |
| 03.º | Salta Central             | 1    | 1  | 0  | 1  | 0  | 1  | 1  | 0    |
| 04.º | Social San Antonio        | 0    | 1  | 0  | 0  | 1  | 3  | 4  | −1   |

|  | Clasificaron a los octavos de final |

#### Grupo E
| Pos. | Equipo                       | Pts. | PJ | PG | PE | PP | GF | GC | Dif. |
| ---- | ---------------------------- | ---- | -- | -- | -- | -- | -- | -- | ---- |
| 01.º | Deportivo Sumalao            | 3    | 1  | 1  | 0  | 0  | 2  | 0  | 2    |
| 02.º | Las Pirquitas                | 3    | 1  | 1  | 0  | 0  | 2  | 1  | 1    |
| 03.º | Sarmiento                    | 0    | 1  | 0  | 0  | 1  | 1  | 2  | −1   |
| 04.º | Juventud Unida de Santa Rosa | 0    | 1  | 0  | 0  | 1  | 0  | 2  | −2   |

|  | Clasificaron a los octavos de final |

#### Grupo F
| Pos. | Equipo               | Pts. | PJ | PG | PE | PP | GF | GC | Dif. |
| ---- | -------------------- | ---- | -- | -- | -- | -- | -- | -- | ---- |
| 01.º | Social Rojas         | 3    | 1  | 1  | 0  | 0  | 2  | 0  | 2    |
| 02.º | Vélez Sarsfield      | 3    | 1  | 1  | 0  | 0  | 2  | 1  | 1    |
| 03.º | Villa Dolores        | 0    | 1  | 0  | 0  | 1  | 1  | 2  | −1   |
| 04.º | Obreros (San Isidro) | 0    | 1  | 0  | 0  | 1  | 0  | 2  | −2   |

|  | Clasificaron a los octavos de final |

#### Grupo H
| Pos. | Equipo                       | Pts. | PJ | PG | PE | PP | GF | GC | Dif. |
| ---- | ---------------------------- | ---- | -- | -- | -- | -- | -- | -- | ---- |
| 01.º | Villa Cubas                  | 3    | 1  | 1  | 0  | 0  | 3  | 1  | 2    |
| 02.º | Parque Daza                  | 3    | 1  | 1  | 0  | 0  | 2  | 1  | 1    |
| 03.º | La Estación (Miraflores)     | 0    | 1  | 0  | 0  | 1  | 1  | 2  | −1   |
| 04.º | Los Sureños (Pozo El Mistol) | 0    | 1  | 0  | 0  | 1  | 1  | 3  | −2   |

|  | Clasificaron a los octavos de final |

Segunda fase
|  | Octavos de final       | Octavos de final       |                     |       | Cuartos de final | Cuartos de final |  |  | Semifinales | Semifinales |  |  | Final       | Final       |
|  | 2 y 3 de Julio         | 2 y 3 de Julio         |                     |       | 6 y 7 de Julio   | 6 y 7 de Julio   |  |  | 10 de Julio | 10 de Julio |  |  | 16 de Julio | 16 de Julio |
|  |                        |                        |                     |       |                  |                  |  |  |             |             |  |  |             |             |
|  |                        |                        |                     |       |                  |                  |  |  |             |             |  |  |             |             |
|  |                        |                        |                     |       |                  |                  |  |  |             |             |  |  |             |             |
|  | Juventud (La Falda)    | 0                      |                     |       |                  |                  |  |  |             |             |  |  |             |             |
|  | Juventud (La Falda)    | 0                      |                     |       |                  |                  |  |  |             |             |  |  |             |             |
|  | San Lorenzo de Alem    | 7                      |                     |       |                  |                  |  |  |             |             |  |  |             |             |
|  | San Lorenzo de Alem    | 7                      | San Lorenzo de Alem | 0 (4) |                  |                  |  |  |             |             |  |  |             |             |
|  |                        |                        |                     | 0 (4) |                  |                  |  |  |             |             |  |  |             |             |
|  |                        | Atlético Policial      | 0 (3)               |       |                  |                  |  |  |             |             |  |  |             |             |
|  | Rivadavia (Huillapima) | Atlético Policial      | 0 (3)               | 0     |                  |                  |  |  |             |             |  |  |             |             |
|  | Rivadavia (Huillapima) |                        |                     | 0     |                  |                  |  |  |             |             |  |  |             |             |
|  | Atlético Policial      | 1                      |                     |       |                  |                  |  |  |             |             |  |  |             |             |
|  | Atlético Policial      | 1                      | San Lorenzo de Alem | 3     |                  |                  |  |  |             |             |  |  |             |             |
|  |                        |                        |                     | 3     |                  |                  |  |  |             |             |  |  |             |             |
|  |                        | Ferrocarriles          | 1                   |       |                  |                  |  |  |             |             |  |  |             |             |
|  | Independiente (C)      | Ferrocarriles          | 1                   | 2 (4) |                  |                  |  |  |             |             |  |  |             |             |
|  | Independiente (C)      |                        |                     | 2 (4) |                  |                  |  |  |             |             |  |  |             |             |
|  | Independiente (SA)     | 2 (5)                  |                     |       |                  |                  |  |  |             |             |  |  |             |             |
|  | Independiente (SA)     | 2 (5)                  | Independiente (SA)  | 1     |                  |                  |  |  |             |             |  |  |             |             |
|  |                        |                        |                     | 1     |                  |                  |  |  |             |             |  |  |             |             |
|  |                        | Ferrocarriles          | 4                   |       |                  |                  |  |  |             |             |  |  |             |             |
|  | Ferrocarriles          | Ferrocarriles          | 4                   | 1 (2) |                  |                  |  |  |             |             |  |  |             |             |
|  | Ferrocarriles          |                        |                     | 1 (2) |                  |                  |  |  |             |             |  |  |             |             |
|  | Defensores de Esquiú   | 1 (1)                  |                     |       |                  |                  |  |  |             |             |  |  |             |             |
|  | Defensores de Esquiú   | 1 (1)                  | San Lorenzo de Alem | 0 (5) |                  |                  |  |  |             |             |  |  |             |             |
|  |                        |                        |                     | 0 (5) |                  |                  |  |  |             |             |  |  |             |             |
|  |                        | San Martín (El Bañado) | 0 (4)               |       |                  |                  |  |  |             |             |  |  |             |             |
|  | Deportivo Sumalao      | San Martín (El Bañado) | 0 (4)               | 3     |                  |                  |  |  |             |             |  |  |             |             |
|  | Deportivo Sumalao      |                        |                     | 3     |                  |                  |  |  |             |             |  |  |             |             |
|  | Las Pirquitas          | 2                      |                     |       |                  |                  |  |  |             |             |  |  |             |             |
|  | Las Pirquitas          | 2                      | Deportivo Sumalao   | 3     |                  |                  |  |  |             |             |  |  |             |             |
|  |                        |                        |                     | 3     |                  |                  |  |  |             |             |  |  |             |             |
|  |                        | Parque Daza            | 2                   |       |                  |                  |  |  |             |             |  |  |             |             |
|  | Villa Cubas            | Parque Daza            | 2                   | 0     |                  |                  |  |  |             |             |  |  |             |             |
|  | Villa Cubas            |                        |                     | 0     |                  |                  |  |  |             |             |  |  |             |             |
|  | Parque Daza            | 1                      |                     |       |                  |                  |  |  |             |             |  |  |             |             |
|  | Parque Daza            | 1                      | Deportivo Sumalao   | 0     |                  |                  |  |  |             |             |  |  |             |             |
|  |                        |                        |                     | 0     |                  |                  |  |  |             |             |  |  |             |             |
|  |                        | San Martín (El Bañado) | 1                   |       |                  |                  |  |  |             |             |  |  |             |             |
|  | Social Rojas           | San Martín (El Bañado) | 1                   | 2     |                  |                  |  |  |             |             |  |  |             |             |
|  | Social Rojas           |                        |                     | 2     |                  |                  |  |  |             |             |  |  |             |             |
|  | Vélez Sarsfield        | 0                      |                     |       |                  |                  |  |  |             |             |  |  |             |             |
|  | Vélez Sarsfield        | 0                      | Social Rojas        | 1     |                  |                  |  |  |             |             |  |  |             |             |
|  |                        |                        |                     | 1     |                  |                  |  |  |             |             |  |  |             |             |
|  |                        | San Martín (El Bañado) | 4                   |       |                  |                  |  |  |             |             |  |  |             |             |
|  | San Martín (El Bañado) | San Martín (El Bañado) | 4                   | 4     |                  |                  |  |  |             |             |  |  |             |             |
|  | San Martín (El Bañado) |                        |                     | 4     |                  |                  |  |  |             |             |  |  |             |             |
|  | Ateneo M. Moreno       | 0                      |                     |       |                  |                  |  |  |             |             |  |  |             |             |
|  | Ateneo M. Moreno       | 0                      |                     |       |                  |                  |  |  |             |             |  |  |             |             |

|                                              |
| Club Atlético San Lorenzo de Alem 22° título |
| Campeón Torneo Integración 2016              |

## Torneo Anual
| Pos. | Equipo                       | Pts. | PJ | PG | PE | PP | GF | GC | Dif. |
| ---- | ---------------------------- | ---- | -- | -- | -- | -- | -- | -- | ---- |
| 01.º | Américo Tesorieri (C)        | 40   | 14 | 13 | 1  | 0  | 56 | 11 | 45   |
| 02.º | Defensores del Norte         | 31   | 14 | 9  | 4  | 1  | 32 | 18 | 14   |
| 03.º | San Lorenzo de Alem          | 30   | 14 | 10 | 0  | 4  | 30 | 22 | 8    |
| 04.º | Ferrocarriles (Chumbicha)    | 26   | 14 | 8  | 2  | 4  | 30 | 18 | 12   |
| 05.º | Juventud Unida de Santa Rosa | 24   | 14 | 8  | 0  | 6  | 20 | 20 | 0    |
| 06.º | Independiente                | 23   | 14 | 7  | 2  | 5  | 36 | 18 | 18   |
| 07.º | Salta Central                | 21   | 14 | 7  | 0  | 7  | 31 | 26 | 5    |
| 08.º | Villa Cubas                  | 20   | 14 | 6  | 2  | 6  | 20 | 23 | −3   |
| 09.º | Vélez Sarsfield              | 20   | 14 | 6  | 2  | 6  | 25 | 34 | −9   |
| 10.º | Policial                     | 19   | 14 | 6  | 1  | 7  | 24 | 36 | −12  |
| 11.º | Estudiantes de La Tablada    | 17   | 14 | 4  | 5  | 5  | 23 | 27 | −4   |
| 12.º | Sarmiento                    | 11   | 14 | 3  | 2  | 9  | 17 | 39 | −22  |
| 13.º | Rivadavia (Huillapima)       | 9    | 14 | 2  | 3  | 9  | 9  | 24 | −15  |
| 14.º | Parque Daza                  | 5    | 14 | 1  | 2  | 11 | 13 | 31 | −18  |
| 15.º | Chacarita                    | 5    | 14 | 1  | 2  | 11 | 9  | 28 | −19  |

|  | Se consagró campeón y clasificó al Torneo Federal C 2017 |

|                                             |
| Club Deportivo Américo Tesorieri 16° título |
| Campeón Torneo Anual 2016                   |

## Petit Torneo
|  | Semifinales               | Semifinales               | Semifinales               |                           |                      | Final                | Final | Final |  |
|  |                           |                           |                           |                           |                      |                      |       |       |  |
|  |                           |                           |                           |                           |                      |                      |       |       |  |
|  | Defensores del Norte      | Defensores del Norte      | 3                         |                           |                      |                      |       |       |  |
|  | Defensores del Norte      | Defensores del Norte      | 3                         |                           |                      |                      |       |       |  |
|  | Sarmiento                 | Sarmiento                 | 0                         |                           |                      |                      |       |       |  |
|  | Sarmiento                 | Sarmiento                 | 0                         |                           | Defensores del Norte | Defensores del Norte | 5     |       |  |
|  |                           |                           |                           |                           | Defensores del Norte | Defensores del Norte | 5     |       |  |
|  |                           |                           | Ferrocarriles (Chumbicha) | Ferrocarriles (Chumbicha) | 1                    |                      |       |       |  |
|  | Ferrocarriles (Chumbicha) | Ferrocarriles (Chumbicha) | Ferrocarriles (Chumbicha) | Ferrocarriles (Chumbicha) | 1                    | 2                    |       |       |  |
|  | Ferrocarriles (Chumbicha) | Ferrocarriles (Chumbicha) |                           |                           |                      | 2                    |       |       |  |
|  | Estudiantes de La Tablada | Estudiantes de La Tablada | 1                         |                           |                      |                      |       |       |  |
|  | Estudiantes de La Tablada | Estudiantes de La Tablada | 1                         |                           |                      |                      |       |       |  |
|  |                           |                           |                           |                           |                      |                      |       |       |  |

|                                               |
| Club Atlético Defensores del Norte 12° título |
| Campeón Petit Torneo 2016                     |

## Resumen

### Campeones
| Torneo       | Equipo                             | Título |
| ------------ | ---------------------------------- | ------ |
| Apertura     | Club Atlético Independiente        | 10.°   |
| Integración  | Club Atlético San Lorenzo de Alem  | 22.°   |
| Anual        | Club Deportivo Américo Tesorieri   | 16.°   |
| Petit Torneo | Club Atlético Defensores del Norte | 12.°   |

### Clasificación alFederal C
| Cupo | Equipo                           | Método de clasificación                                                            |
| ---- | -------------------------------- | ---------------------------------------------------------------------------------- |
| 1    | Club Deportivo Américo Tesorieri | Campeón del Torneo Anual                                                           |
| 2    | Club Atlético Independiente      | Ganador del Apertura, se enfrentó a Defensores del Norte, ganador del Petit Torneo |
| -    | Club Sportivo Villa Cubas        | Descendió del Federal B                                                            |